# 196035 Haraldbill
196035 Haraldbill è un asteroide della fascia principale. Scoperto nel 2002, presenta un'orbita caratterizzata da un semiasse maggiore pari a 3,1697950 UA e da un'eccentricità di 0,2833333, inclinata di 25,00664° rispetto all'eclittica.